# Censimento degli Stati Uniti d'America del 1810

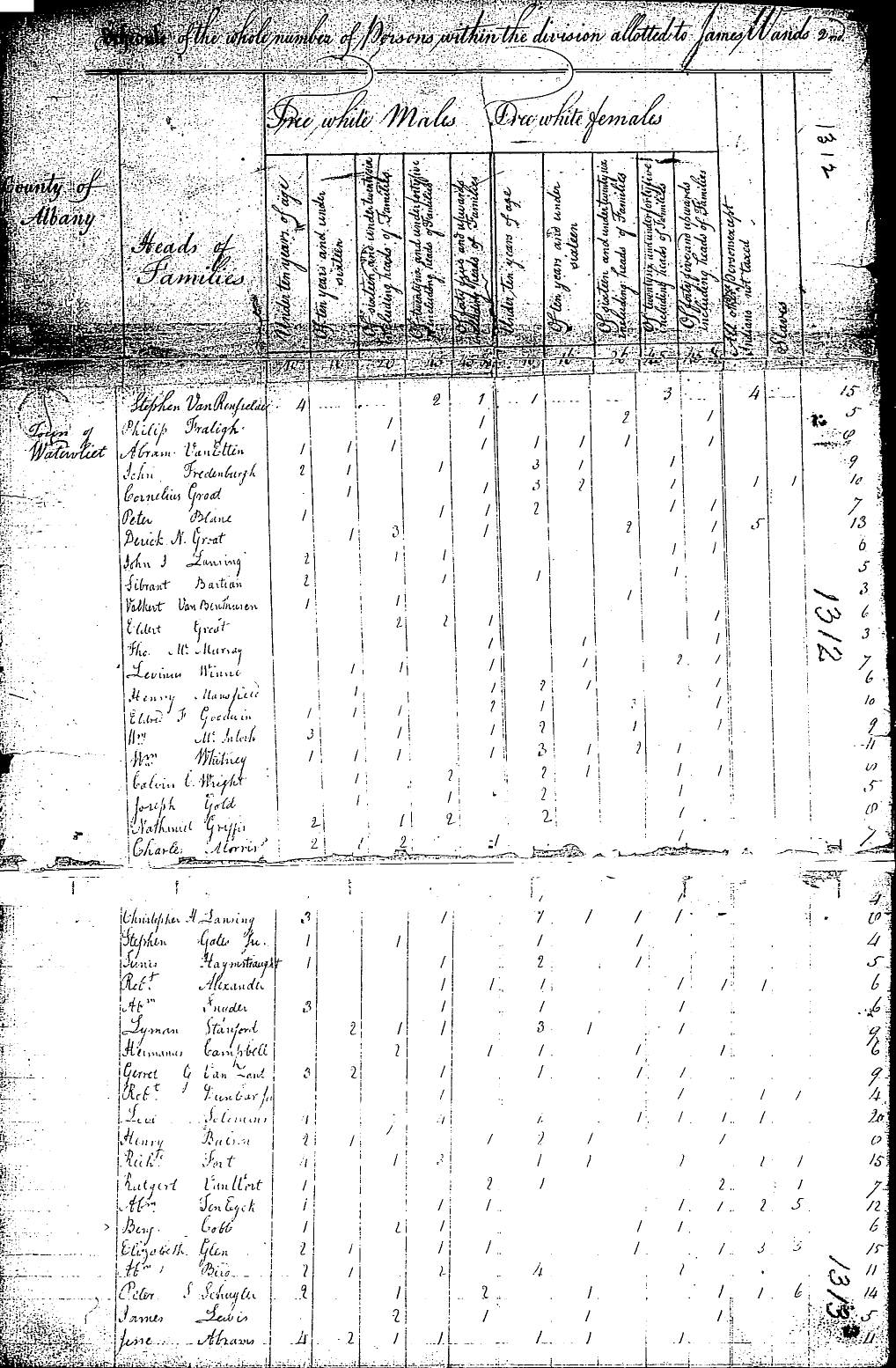

Il censimento degli Stati Uniti d'America del 1810 fu il terzo censimento condotto negli Stati Uniti d'America. Indetto il 6 agosto 1810 mostrò che in quell'anno erano 7.239.881
le persone residenti negli Stati Uniti e 1.191.362 erano schiavi. 
Il censimento del 1810 include l'appena creato stato della Louisiana.
I dati censiti relativi a Distretto di Columbia, Georgia, Mississippi, New Jersey, Ohio e Tennessee furono dispersi
.

## Dati
All'atto del censimento vennero richieste le seguenti informazioni (le stesse del censimento del 1800):
- Città
- Nome del campo famiglia
- Numero di componenti maschi bianchi liberi di età inferiore a 10 anni
- Numero di componenti maschi bianchi liberi di età compresa tra i 10 ed i 16 anni
- Numero di componenti maschi bianchi liberi di età compresa tra i 16 ed i 26 anni
- Numero di componenti maschi bianchi liberi di età compresa tra i 26 ed i 45 anni
- Numero di componenti maschi bianchi liberi di età superiore a 45 anni
- Numero di componenti femmine bianchi liberi di età inferiore a 10 anni
- Numero di componenti femmine bianchi liberi di età compresa tra i 10 ed i 16 anni
- Numero di componenti femmine bianchi liberi di età compresa tra i 16 ed i 26 anni
- Numero di componenti femmine bianchi liberi di età compresa tra i 26 ed i 45 anni
- Numero di componenti femmine bianchi liberi di età superiore a 45 anni
- Numero di tutte le altre persone
- Numero di schiavi[3]

## Disponibilità dei dati
Per il censimento del 1810 sono disponibili i soli dati statistici relativi al numero di residenti, non sono quindi presenti altri "microdati" come l'età o il livello di istruzione o l'impiego.
Dati aggregati relativi ad aree di dimensioni minori possono essere consultati attraverso il National Historical Geographic Information System.